# Tujun
Il Tujun (in russo Туюн?) è un fiume dell'Estremo oriente russo, affluente di destra della Bureja (nel bacino dell'Amur). Scorre nel Verchnebureinskij rajon del Territorio di Chabarovsk.
La sorgente del fiume si trova negli speroni occidentali della cresta dei monti Turana (хребет Турана). La lunghezza del Tujun è di 200 km, l'area del suo bacino è di 3 420 km². Sfocia nella Bureja a 366 km dalla foce.
Nel medio corso, corre lungo il fiume la Ferrovia dell'Estremo Oriente (Дальневосточная железная дорога).